# Robert Felisiak
Robert Felisiak (Wrocław, 1962. október 11. –) lengyel születésű olimpiai bajnok német párbajtőrvívó.